# Osteoglossum bicirrhosum
L'arowana argentato (Osteoglossum bicirrhosum Cuvier, 1829) è una specie di pesce osseo d'acqua dolce sudamericano appartenente al genere Osteoglossum, della famiglia Osteoglossidae. Gli arowana argentati sono diffusi come pesci per gli acquari, sebbene siano predatori e richiedono una vasca molto grande per la loro sopravvivenza.
Il nome generico Osteoglossum significa "dalla lingua ossea", mentre il nome specifico bicirrhosum significa "due barbigli" (dal greco).

## Descrizione

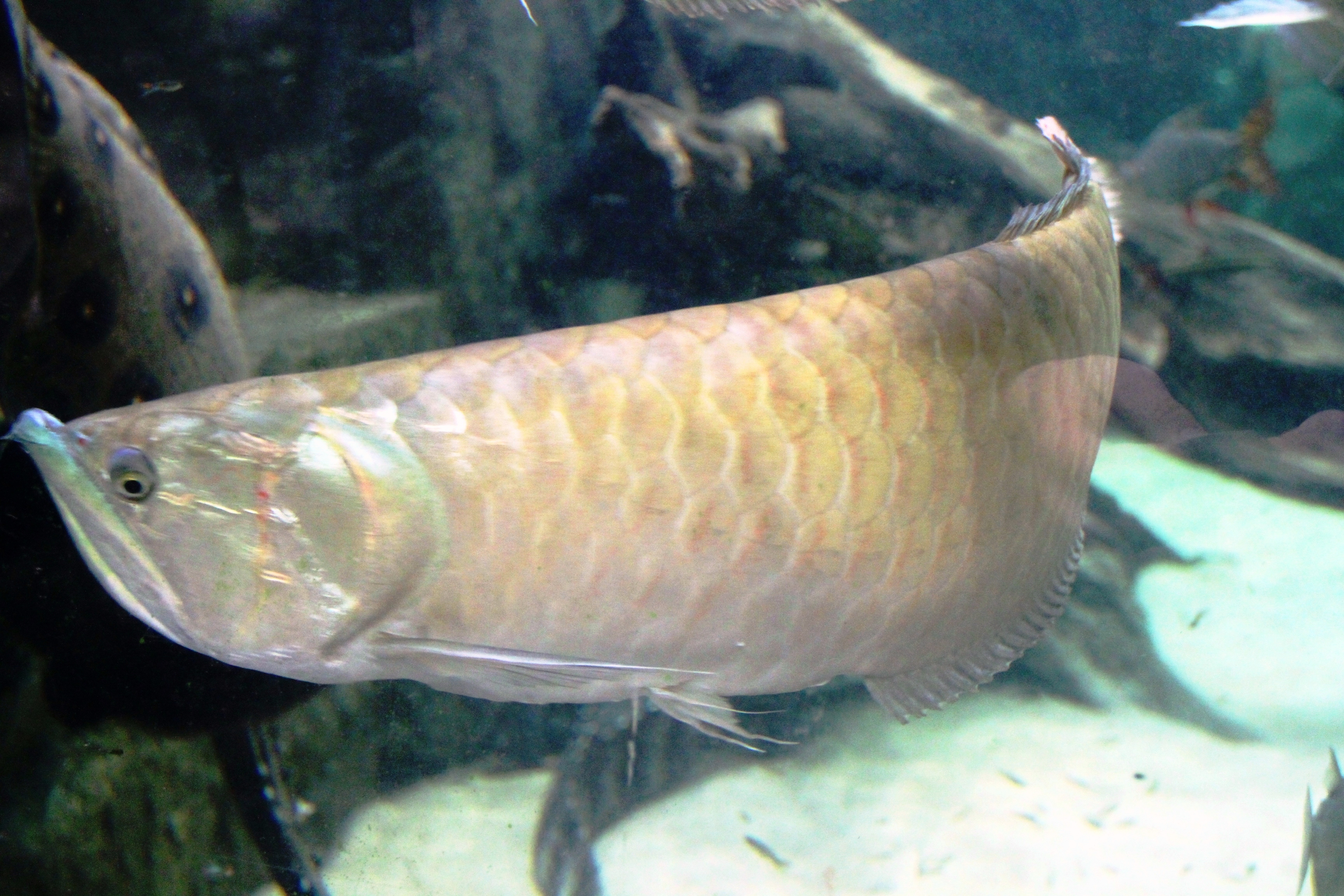
Arowana argentato all'Universeum, Gotemburgo, Svezia

Questo pesce ha scaglie relativamente grandi per le sue dimensioni corporee, un corpo lungo ed una coda affusolata, con le pinne dorsale ed anali che si estendono fino alla piccola pinna caudale, con la quale sono quasi fuse. La sua lunghezza totale massima è generalmente considerata di 90 centimetri, sebbene ci siano segnalazioni di individui cresciuti fino a 1,2 metri. A differenza dell'arowana nero, l'arowana argentato presenta la stessa livrea per tutta la vita. Gli adulti delle due specie sono molto simili tra di loro, ma possono essere distinti per meristica.
Gli arowana sono talvolta chiamati "pesce drago" dagli acquariofili, perché le loro scaglie lucide simili a corazze e i doppi barbi presenti sul mento, ricordano le descrizioni dei draghi nel folklore dell'Asia orientale.

## Distribuzione e habitat
Questa specie sudamericana è originaria dei bacini dell'Amazzonia, dell'Essequibo e dell'Oyapock. È assente dal bacino del Rio Negro, ad eccezione del fiume Branco, che è abitato sia da arowana argentati sia da arowana neri.
L'arowana argentato si trova in habitat d'acque nere e bianche, comprese le foreste allagate.

## Ecologia
La specie è anche nota come "pesce scimmia" per la sua capacità di saltare fuori dall'acqua e catturare la sua preda. Di solito nuota vicino alla superficie dell'acqua in attesa di potenziali prede. Sebbene siano stati trovati esemplari con al loro interno resti di uccelli, pipistrelli, topi e serpenti, la sua dieta consiste principalmente di crostacei, insetti, pesci più piccoli e altri animali che galleggiano sulla superficie dell'acqua, a cui la sua bocca a forma di ponte levatoio si è perfettamente adattata.

## Conservazione

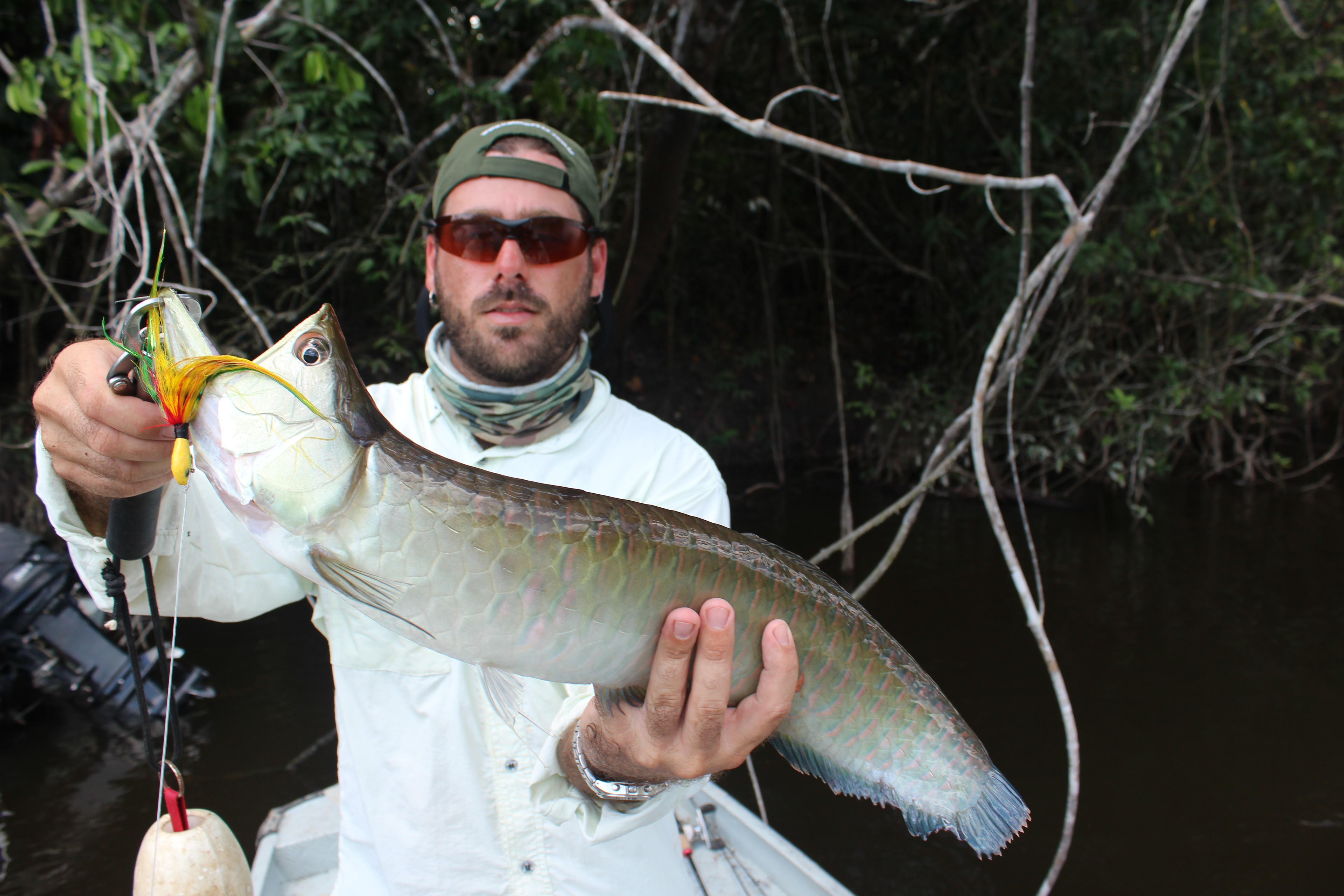
Esemplare pescato nell'Amazzonia brasiliana

L'arowana argentato non è attualmente elencato in alcuna appendice CITES né nella Lista Rossa IUCN, del 2004. Tuttavia, è uno dei pesci ornamentali più popolari del Sud America, pertanto il suo stato di conservazione merita attenzione.
Come riportato dall'Environment News Service, nell'agosto 2005, l'uso condiviso della popolazione di arowana argentati è stato motivo di controversia tra le autorità brasiliane e colombiane. I giovani arowana argentati vengono catturati in Colombia per la vendita come pesci d'acquario, mentre gli abitanti dell'Amazzonia brasiliana catturano i pesci adulti come fonte di cibo. Un forte calo del numero di arowana aveva indotto le autorità brasiliane a vietarne la pesca tra il 1º settembre e il 15 novembre; mentre i colombiani vietarono la loro cattura tra il 1 novembre e il 15 marzo.
L'arowana argentato è spesso tenuto come animale domestico da acquariofili esperti, essendo considerato un sostituto accessibile per l'arowana asiatico, che è elencato nell'Appendice I della CITES ed è quindi difficile e costoso da ottenere legalmente.

## Acquariofilia

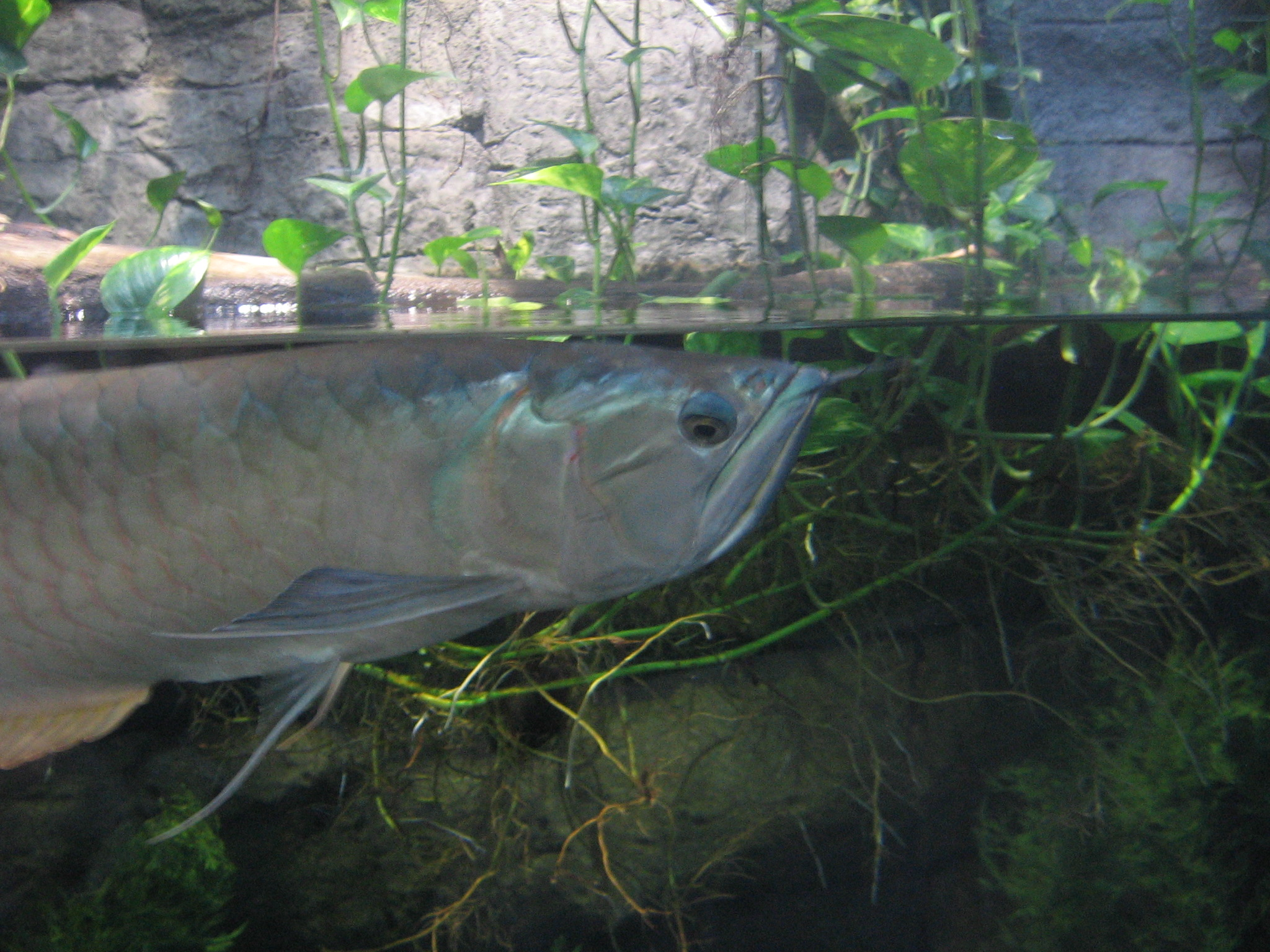
L'arowana argentato è primariamente un predatore di superficie

Adatto solo agli acquari pubblici, a causa delle dimensioni che raggiungono queste arowana
L'acquario dovrà avere una copertura, per via dell'attitudine di questo pesce di balzare fuori dall'acqua, specie per attaccare qualsiasi cosa si trovi sopra la superficie, incluse le mani del suo proprietario.
Gli arowana argentati prediligono le acque dolci con un livello di pH compreso tra 6,0 e neutro. Per questi pesci predatori è necessaria una potente filtrazione. Gli additivi disponibili in commercio possono aiutare a simulare l'habitat naturale di questi pesci, sebbene possano adattarsi alla maggior parte delle riserve d'acqua e prosperare. È necessario anche effettuare un ricambio dell'acqua del 25-30%, almeno 1-2 volte a settimana, sifonando i rifiuti e altri detriti, per mantenere le condizioni ideali per questa specie. La temperatura dell'acqua può variare da 24 °C (75 °F) a 28 °C (82 °F), con una temperatura ideale di circa 26 °C (79 °F).

### Dieta

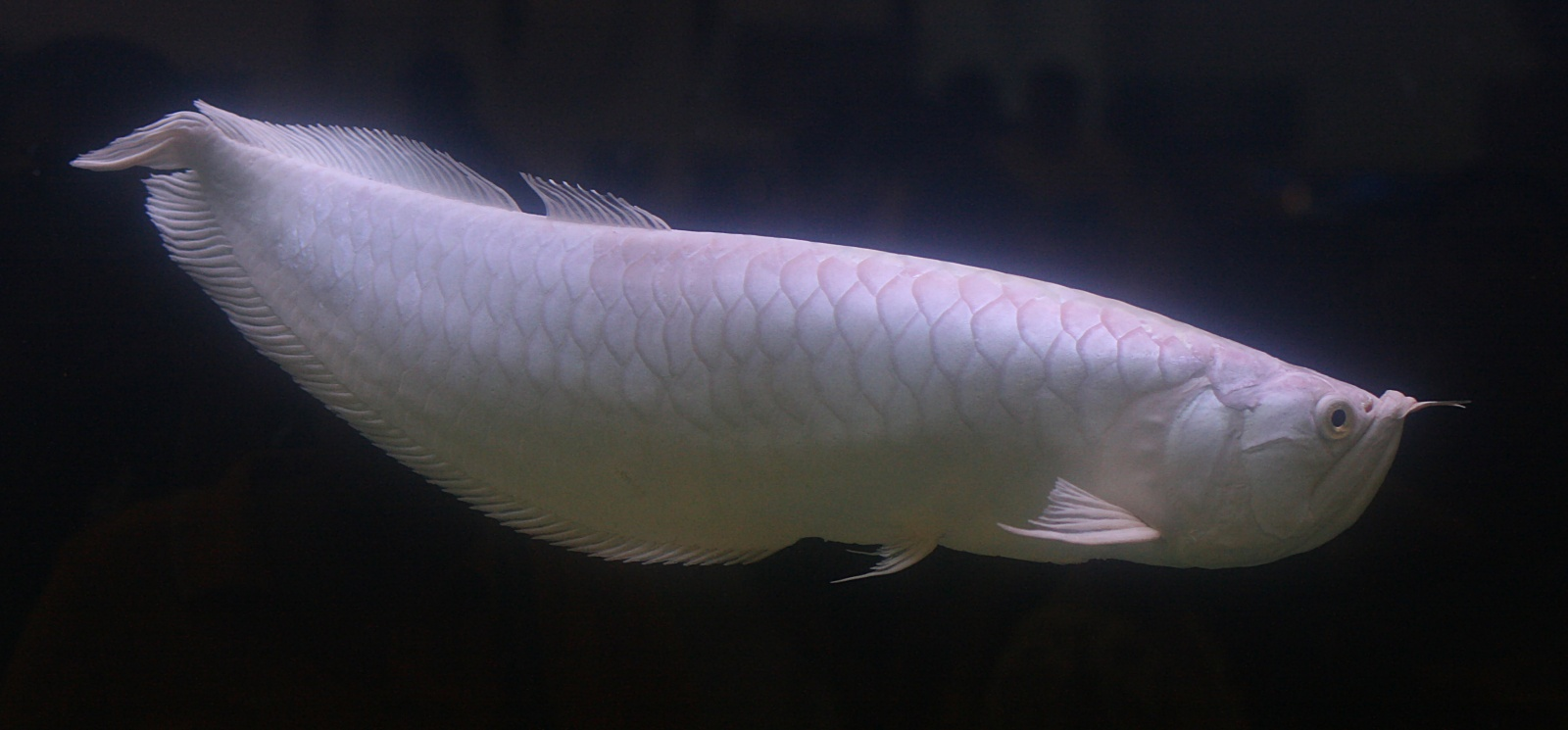
Una variazione dell'arowana argentato nota come "snow arowana" o "platinum arowana" causata dal leucismo (riduzione della pigmentazione). Dal 6° "Pramong Nomjai Thaituala", Thailand Tropical Fish Competition, 2007.

In cattività l'arowana argentato viene nutrito con cibi carnosi come insetti, gamberetti, pesci, rane, ecc., sebbene sia consigliabile nutrire gli esemplari domestici con del pellet galleggiante, specificamente creato per questi pesci.
Molti acquariofili sconsigliano di nutrire gli arowana con pesci vivi poiché questi spesso vengono allevati in cattive condizioni e sono in grado di trasmettere malattie ai propri pesci domestici,ed è scoraggiato da molti acquariofili anche perché l'arowana potrebbe ferirsi nel tentativo di catturarli o durante la deglutizione. Le tarme della farina talvolta hanno esoscheletri difficili da digerire per i giovani arowana, quindi è meglio evitarle.
Ci sono diversi tipi di pellet sul mercato, distribuiti da alcuni dei più grandi produttori di marca di prodotti ittici, realizzati appositamente per questa specie. Nutrire gli arowana in questo modo aiuterà a evitare il "dropeye", una condizione in cui uno degli occhi dell'animale è rivolto verso il basso. In natura, l'arowana trascorre la maggior parte della vita esaminando la superficie dell'acqua alla ricerca di prede, ma in un acquario, dove spesso il cibo affonda sul fondo della vasca, uno degli occhi potrebbe abbassarsi permanentemente verso il basso. Per questo è consigliabile usare pellet galleggianti in modo che i pesci non siano costretti a guardare verso il basso. Un'altra condizione che può svilupparsi è il "cloudy eye", dove uno o entrambi gli occhi possono graffiarsi quando l'arowana si gira di lato per raccogliere il cibo dal fondo, rendendoli sfocati, anche se curabili. Nutrire un'arowana solo con dei pellet galleggianti, non solo fornirà al pesce un pasto ben bilanciato, ma è più conveniente e previene problemi di salute.

## Galleria d'immagini

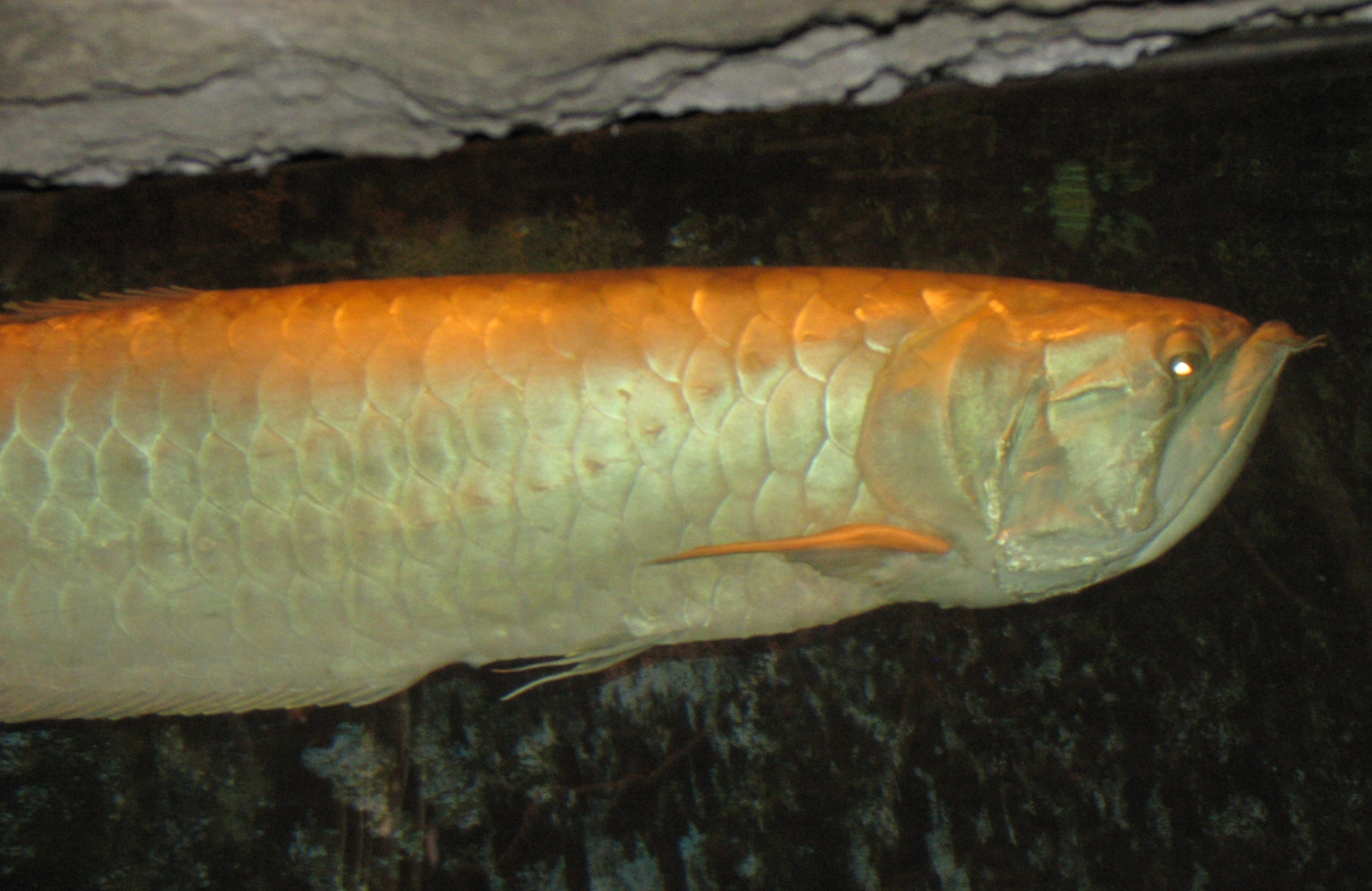
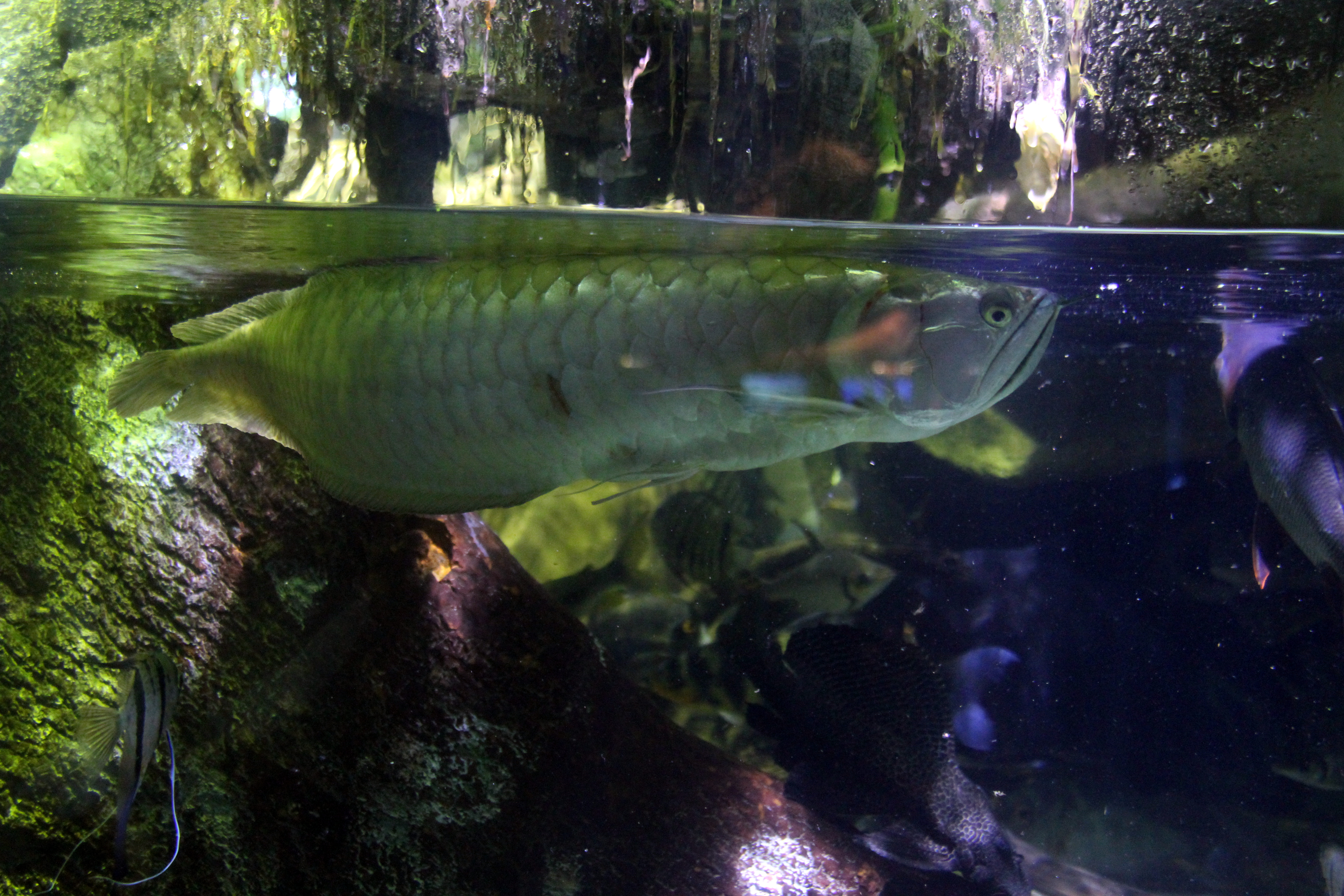
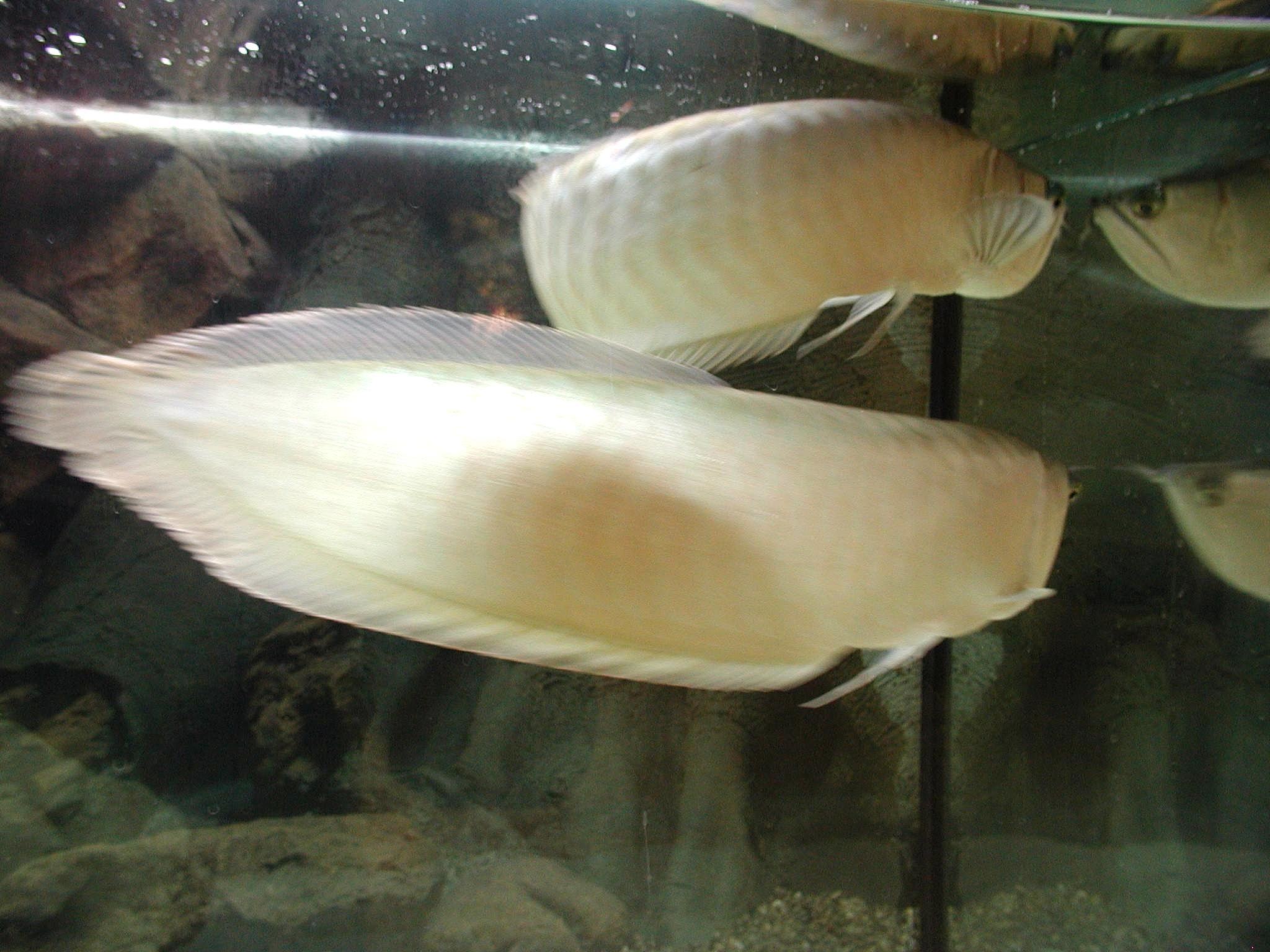
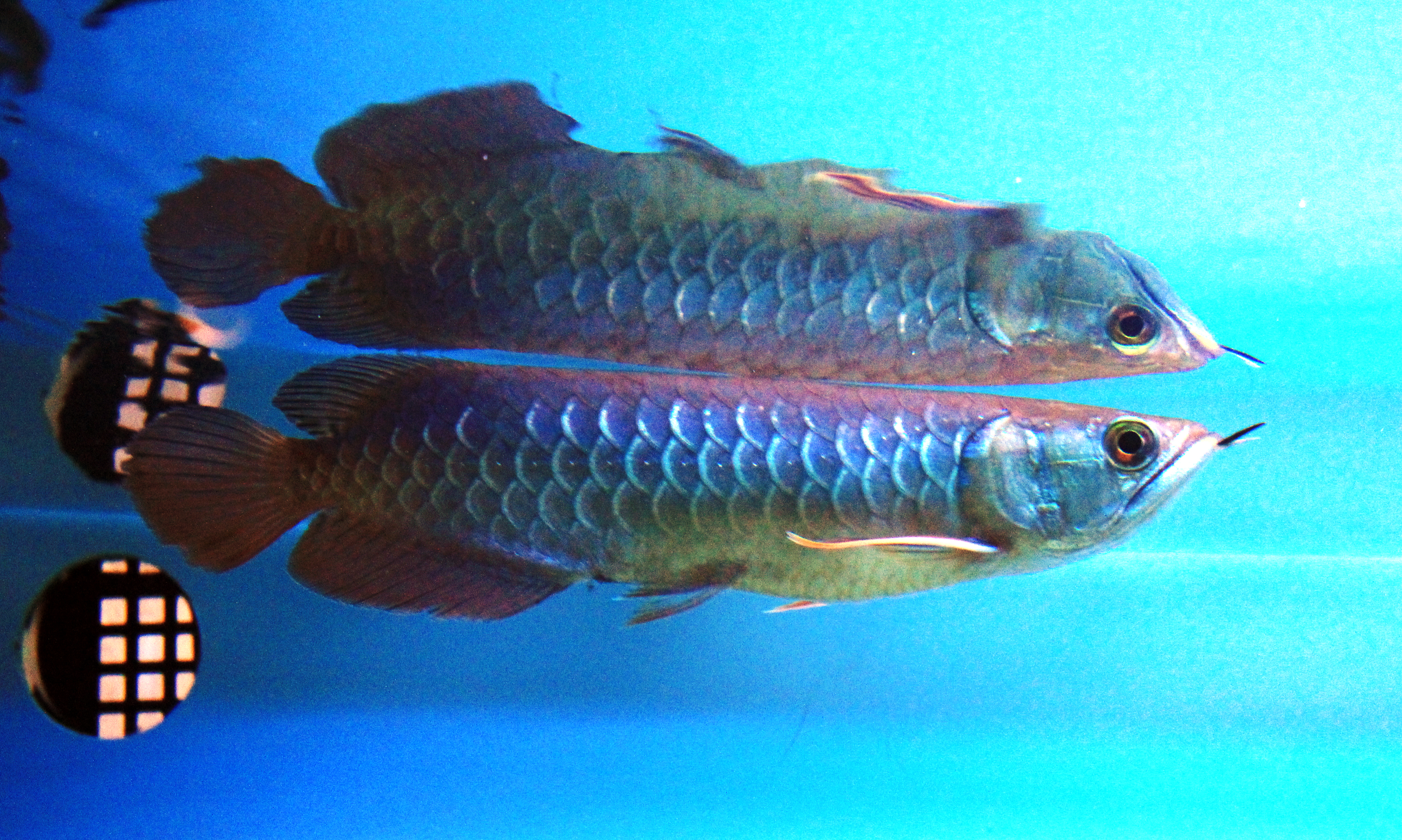